# Anna Langhoff
Pour les articles homonymes, voir Langhoff.
Anna Langhoff est une écrivaine et dramaturge allemande, née le 30 mai 1965 à Berlin-Est.

## Biographie
Fille du metteur en scène Matthias Langhoff, elle fuit l'Allemagne de l'Est en 1977 avec ses parents. Elle précise qu'ils ont aussi été priés de partir. Elle vit ensuite à Genève, Paris, Zurich et Hambourg. Son grand-père, Wolfgang Langhoff, est l'auteur du texte du Chant des marais, le chant des résistants allemands envoyés en camps de travail par Hitler, dès 1933.
Elle épouse l'écrivain Alexeï Chipenko, et a trois enfants.
Elle traduit aussi de la littérature française et les textes de Chipenko en allemand.
Elle travailla comme assistante de mise en scène et de la dramaturgie au Schauspielhaus Bochum, Schauspielhaus Zürich et Schauspielhaus Hamburg.
Pour son premier livre de prose En plein cœur, elle reçoit le prix Ingeborg Bachmann.
Elle fut conseillère artistique et membre de la direction au Schiller Theater Berlin, conseillère artistique et metteur en scène à la Volksbühne am Rosa Luxemburgplatz Berlin, écrivain dramaturge et metteuse en scène au Berliner Ensemble sous la direction de Heiner Müller.
Elle a écrit de la prose, plusieurs pièces de théâtre, des pièces radiophoniques et des récits. Entre plus des pièces de théâtre en mission pour le Deutsches Theater Berlin, le Berliner Ensemble, le Schauspiel Leipzig, le Landestheater Schwerin, le Landestheater Dessau, elle fonda et dirigea la compagnie VolksTheater, travailla comme metteur en scène, formatrice et écrivain dramaturge pour l'école du Théâtre national de Bretagne à Rennes, et l'école d'art Weissensee Berlin.
Elle a reçu différents prix et bourses. Ses œuvres ont été publiées en Allemagne et dans de nombreux autres pays.

## Travaux
- 1984-1986 : assistante à la mise en scène au Schauspielhaus Zürich et au Schauspielhaus Hamburg, première publication de prose (En plein cœur, édition Nadeau), prix de soutien Ingeborg Bachmann de la ville de Klagenfurt,
- 1987 : bourse de la fondation 'Deutscher Literaturfonds'
- 1989 : publication d'un livre de poèmes Vielliebchen (Ammann Verlag)
- 1989-1992 : travaille comme écrivain et conseillère artistique, entre autres à la Volksbühne Berlin
- 1992-1994 : conseillère artistique au Schiller Theater Berlin, publications des premières pièces de théâtre (édition Henschel Schauspiel)
- 1993-1996 : metteur en scène, entre autres à la Volksbühne Berlin et au Deutsche Theater Berlin, plusieurs publications et premières représentations, dramaturge et metteur en scène au Berliner Ensemble, bourse du Land de Bavière dans la 'Villa Waldberta' Feldafing
- 1996 : direction de la compagnie 'VolksTheater'
- 1997 : bourse de 'l'akademie château Solitude' Stuttgart, metteur en scène au Deutsche Theater Berlin
- 1998 : dramaturge et conseillère artistique pour le Schauspiel Leipzig
- 1999 : travaille comme metteur en scène et dramaturge pour le Théâtre national de Bretagne
- 1999 : bourse de la fondation 'Kulturfonds Berlin'
- 2000 : prix dramatique du pays Baden-Württemberg
- 2001 : prix radiophonique 'Släbbész'
- 2001 : prix dramatique 'Grabbe', conseillère artistique et traductrice pour le Deutsche Theater d'Almaty au Kazakhstan
- 2002 : prix dramatique 'Emscher Drama', mise en scène au Deutsche Theater Almaty au Kazakhstan
- 2004 : bourse de littérature de la fondation 'Preußische Seehandlung' Berlin
- 2005 : travaille comme metteur en scène au Portugal, écrit un livre pour enfants
- 2007 : directeur artistique du théâtre Tribüne à Berlin
- 2008 : travaille sur son premier roman

### Publications
- Herzschuß, nouvelle, édition Ammann Verlag, (en France : En plein cœur, éditions Nadeau)
- Vielliebchen, poèmes, édition Amman Verlag
- Baustelle Berlin, prose, édition l'Ubu

Pièces de théâtre (sélection), toutes aux éditions Henschel Schauspiel Verlag et Arche :
- Transit Heimat/ gedeckte tische (Transit Heimat/les tables mis), 1993 (première représentation Baracke Deutsches Theater Berlin, représenté en France, Angleterre, États-Unis, Pays-Bas, Belgique, Russie, Kazakhstan, Écosse)
- Schmidt Deutschland Der Rosa Riese, 1995 (première représentation Berliner Ensemble)
- Frieden Frieden (saleté de paix), 1997 (première représentation Baracke Deutsches Theaters Berlin, représenté en France, États-Unis, Russie)
- Papageienfleisch (viande de perroquet), 1998 (première représentation TNB Rennes)
- Simple Storys (d'après Ingo Schulze), 1998 (première représentation Schauspiel Leipzig)
- Unsterblisch und Reich, 1999 (première représentation Theater Heilbronn)
- AntigoneBericht (Rapport d'Antigone), 1999 (première représentation Le Théâtre ouvert Paris)
- Eisfelder (les champs de glace), 2000
- Am Toten Mann, 2001 (première représentation Landestheater Dessau)
- Gastmahl des Meeres, 2001
- Schauspieler (l'acteur), 2002 (première représentation Theater der Keller, Cologne)

### Pièces radiophoniques
- Frieden Frieden (saleté de paix), (France Culture, première représentation 1998)
- Rapport d'antigone (France Culture, première représentation juillet 1999)
- Party (France Culture, première représentation juillet 2000)
- Unsterblisch und Reich (SFB, première représentation octobre 2000)
- Brandrodung Berlin (SWR, première représentation février 2003)

### Mises en scène
- Der Golem, Volksbühne am Rosa Luxemburgplatz Berlin
- Transit Heimat/gedeckte tische, Schauspielschule TNB Rennes
- Schmidt Deutschland Der Rosa Riese, Berliner Ensemble Berlin
- Herz/Maschine - Hamlet, Shakespeare/Müller, Baracke des Deutschen Theaters Mommsens Block, Berliner Ensemble Berlin
- Machbeth, VolkStheater Luckenwalde/ Akademie der Künste Berlin
- Frieden Frieden, Baracke des Deutschen Theaters Berlin
- Baikanour 2, Deutsches Theater Almaty (Kazakhstan)
- Dernier acte, CTB Braga

## Bourses et prix littéraires
- Prix de Ingeborg-Bachmann de la ville Klagenfurt, 1985
- Bourse du Deutschen Literaturfonds, 1987
- Bourse du Land de Bavière à la Villa Waldberta, Feldafing, 1996
- Bourse de l'Akademie château Solitude, Stuttgart, 1997
- Bourse de la Stiftung Kulturfonds, Berlin, 1999
- Prix de théâtre du Land de Bade-Württemberg, 2000
- Prix radiophonique Släbbész, 2001
- Prix Grabbe de littérature théâtrale, 2001
- Prix du Emscher Drama, 2002
- Bourse de la Stiftung Preussische Seehandlung, 2003
- Bourse de la ville Otterndorf, écrivain de la ville pour l'année 2004